# Friedrich Wächter
Johann Friedrich von Wächter (* 28. Mai 1767 in Stuttgart; † 15. Juni 1840) war Oberamtmann beim Oberamt Heilbronn und später Direktor des Stuttgarter Strafanstaltenkollegiums.

## Familie
Johann Friedrich von Wächter entstammte einer  altwürttembergischen Beamtenfamilie. Er war ein Sohn des württembergischen Hof- und Finanzrats  Johann Eberhard von Wächter (1735–1807) und dessen Ehefrau Maria Regina Sigel (1733–1798). Johann Friedrichs älterer Bruder war Karl Eberhard von Wächter (1758–1829), der kurzzeitig württembergischer Innenminister war. Einer seiner Söhne war der spätere Minister Karl von Waechter-Spittler (1798–1874).

## Leben und Werk
Wächter studierte von 1784 bis 1788 Rechtswissenschaft an der Hohen Karlsschule in Stuttgart und war danach als Kanzleiadvokat tätig. 1795 wurde er Oberamtmann beim Oberamt Gochsheim, 1804 beim Oberamt Waiblingen und 1808 beim Oberamt Heilbronn. In seine Amtszeit fielen die Neuorganisation der württembergischen Oberämter um 1810 sowie die Koalitionskriege der Jahre 1813/14, die seinem Verwaltungsbezirk häufige Truppendurchmärsche bescherten, da Heilbronn Etappenplatz war. 1812 wurde er mit dem Ritterkreuz des Zivilverdienstordens ausgezeichnet, womit der persönliche Adel verbunden war. 1815 bat er aus gesundheitlichen Gründen um seine Versetzung und kam als Oberjustizrat nach Stuttgart, wo er dem Strafanstaltenkollegium als Direktor vorstand.